# Murat Magometovič Zjazikov
Murat Magometovič Zjazikov (in russo Мурат Магометович Зязиков?; Oš, 10 settembre 1957) è stato il secondo presidente della Repubblica d'Inguscezia, nel Caucaso russo.

## Carriera
Negli anni ottanta, Zyazikov era un membro del KGB e, più avanti con la caduta dell'URSS, del Servizio Federale di Sicurezza russo; negli anni novanta egli divenne parte del Comitato per la sicurezza dell'Inguscezia e, infine, il 23 maggio 2002 fu eletto presidente della repubblica in circostanze poco chiare. Zyazikov è considerato essere un forte alleato del premier russo Vladimir Putin, soprattutto a causa della vicinanza dell'Inguscezia con la turbolenta repubblica cecena.
Zyziakov è rimasto leggermente ferito il 6 aprile 2004, quando un'autobomba fu lanciata contro le sue auto di scorta su una strada nei pressi della ex capitale inguscia Nazran. I ribelli ceceni furono accusati di questo attentato e dei raid, che nel giugno 2004, a Nazran, causarono la morte di oltre 90 persone, in gran parte soldati russi e agenti di polizia.
Il 27 febbraio 2006, Magomed Chakhkiyev, il suocero di Zjazikov fu rapito a Nazran dopo che la sua auto venne speronata e bersagliata da colpi di arma da fuoco. Il 30 marzo i sequestratori fecero le loro richieste: essi volevano le dimissioni del presidente inguscio e del pubblico ministero Gen. Machmud-Ali Kalimatov in cambio del rilascio dell'ostaggio. Chakhkiyev fu liberato dalla polizia un mese dopo (1º maggio), apparentemente senza il pagamento di un riscatto; i sequestratori non sono mai stati arrestati.
Il 23 marzo 2007, lo zio settantaduenne di Zjazikov, Uruskhan, fu rapito da 4 uomini armati a Barsuki nella repubblica inguscia. Il 27 marzo una ricompensa di 2.000.000 di rubli (circa 57500 €) fu promessa a chi avrebbe fornito informazioni utili alla sua liberazione. Nessuna richiesta venne fatta dai rapitori fino a questo punto; il 27 giugno Zjazikov annunciò, durante una conferenza stampa, che lo zio era ancora vivo, ma non fornì alcuna informazione riguardo al sequestro. Il giorno precedente, apparentemente per una questione legata al rapimento di Uruskhan Zjazikov, il Ministro dell'Interno inguscio Beslan Khamkhoev venne rimosso dal suo incarico e al suo posto venne collocato Musa Medov. Lo zio venne rilasciato sano e salvo dai sequestratori l'11 ottobre 2007.
Zjazikov è stato accusato dai critici di governo di corruzione ed incapacità ad affrontare la crisi politica che ha tormentato la Repubblica d' Inguscezia nei mesi recenti. L'opposizione attribuisce il crescente clima di violenza, gli arresti illegali e l'uccisione di persone sospette alle truppe federali (FSB, OMON e GRU), alle forze di polizia ed alle milizie paramilitari alleate. Tra crescenti tensioni, Zjazikov sciolto il suo governo nel marzo 2008, ed ha domandato ulteriori riforme sociali ed economiche.
Il 30 ottobre 2008, Zjazikov è stato rimosso dal suo incarico dal presidente russo Medvedev, secondo quanto riportato dall'agenzia Interfax, Zjazikov avrebbe chiesto di essere sostituito di sua spontanea volontà. Lo ha sostituito, a partire dal 31 ottobre 2008, Junus-bek Evkurov, ex-paracadutista ed eroe della Federazione Russa.

## Sport
Zyazikov è il presidente dell'FC Ongusht Nazran.